# Real Sociedad Atlética Stadium
La Real Sociedad Atlética Stadium fue un club de fútbol español de la ciudad de Zaragoza, en Aragón. Fundada en 1919 como Sociedad Atlética Stadium, en 1922 adquirió el título de "Real" por consentimiento explícito de la Casa Real. Disputaba sus partidos en el campo de fútbol del Arrabal, en el barrio zaragozano del mismo nombre.
Fue uno de los cuatro clubes firmantes del Acta de Constitución de la Federación Aragonesa de Fútbol, y el primer equipo aragonés en disputar la Copa del Rey.
En 1925 se fusionó con el Zaragoza Foot-Ball Club para dar origen al Real Zaragoza Club Deportivo, conociéndose el club resultante como el "Zaragoza tomate" por heredar los colores y la fama del Stadium entre los aficionados.

## Historia
La Sociedad Atlética Stadium fue fundada por la alta sociedad zaragozana de principios de siglo, siendo en marzo de 1919 cuando se registra como entidad y comienza su desarrollo futbolístico. El gran impulso que le dan sus pudientes formadores lleva a que en 1922, tres años después de su fundación, la Sociedad adquiera el título de "Real", pasando a llamarse de manera oficial como Real Sociedad Atlética Stadium, por consentimiento de la Casa de Borbón, bajo la publicación en el Boletín Oficial del Estado en marzo del mismo año. Asimismo, es durante estas fechas, cuando se inaugura su flamante campo de fútbol en el barrio zaragozano del Arrabal, con una capacidad de hasta ocho mil aficionados, siendo la primera cancha con dimensiones FIFA de Aragón, y el estadio de mayor aforo de aficionados en su región.
Con estas facilidades empiezan a llegar sus éxitos a la entidad, la cual gana calado social en la ciudad y consigue sus grandes logros deportivos entre 1924 y 1925, poco antes de su desaparición. En 1924 se proclama campeón del Campeonato Regional de Aragón frente a un poderosísimo Iberia S. C., de la mano del ilustre Conde de Sobradiel –jugador, directivo, y uno de los primeros impulsores de este deporte en la ciudad–. Este hecho lleva al Stadium a entrar en la historia del fútbol aragonés y nacional, ya que la Real Federación Española de Fútbol premiaría en la edición de la Copa del Rey de fútbol de 1924 con una plaza al campeón de Aragón para disputar dicha competición, convirtiéndose así la entidad aragonesa en debutar en un torneo a nivel nacional de fútbol por primera vez. El Stadium sería recibido en el Camp de Les Corts blaugrana, sede del ya grandioso Fútbol Club Barcelona, el 23 de marzo de 1924, anotando un tanto a los catalanes frente a los ocho de los blaugranas, que sentenciarían ya anticipadamente la eliminatoria. Misma suerte correría siete días después el equipo zaragozano en el Campo del Arrabal, no sin ser una fiesta en el estadio local y en la ciudad, que vería a los blaugranas jugar por primera vez en Aragón en un partido oficial. Los aficionados locales disfrutarían de los goles de los culés Sagi, Samitier, Gracia o Alcántara, con un resultado final de cero a nueve, cayendo el Stadium definitivamiente en esta ronda previa de la Copa del Rey.
En 1925, vuelve a conseguir el Campeonato de Aragón, otra vez frente al Iberia, proclamándose consecutivamente como bicampeón y disputando de nuevo la Copa del Rey de 1925. Esta vez la edición de la Copa encuadraría al Stadium en un grupo que figurarían el Valencia Club de Fútbol, y de nuevo el F. C. Barcelona. Disputaría cuatro partidos entre los estadios de Les Corts, Mestalla y el Arrabal, cayendo derrotado en todos ellos, con un gol a favor y veintidós en contra como bagaje total en esta segunda andadura copera.
En 1925, tras las conversaciones con los dirigentes del Zaragoza F. C. de Ricardo Arribas, ambas instituciones –Stadium y Zaragoza– deciden unir sus fuerzas y fusionarse para buscar ansiadamente ser el club más fuerte de Aragón, y desbancar al Iberia de estos honores, naciendo el Real Zaragoza Club Deportivo. Así llegarían los años en que la ciudad viviría una encarnizada lucha por el poder del balompié aragonés, recordada hasta nuestro días entre "avispas" y "tomates".

## Datos del club
- Participaciones en la Copa del Rey: 2.
- Debut en la Copa del Rey: 1924.
- Mejor puesto en copa (en Copa del Rey): Ronda previa (1924).
- Peor puesto en copa (en Copa del Rey): Fase de grupos (1925).

## Palmarés

### Torneos regionales
- Campeonato Regional de Aragón (2): 1924 y 1925.